# غراهام بيل (لاعب كرة قدم)
غراهام بيل (بالإنجليزية: Graham Bell)‏ (30 مارس 1955 في المملكة المتحدة - ) هو لاعب كرة قدم بريطاني في مركز الوسط. لعب مع أولدهام أثلتيك وبريستون نورث إيند وبولتون واندررز ونادي ترانمير روفرز لكرة القدم ونادي كارلايل يونايتد وهدرسفيلد تاون وDenver Dynamos ‏.